# Dendroseptoria
Dendroseptoria is een monotypisch geslacht in de familie Stictidaceae. Het bevat alleen Dendroseptoria mucilaginosa.